# Грем Філліпс (пропагандист)
Грем Вільям Філліпс (англ. Graham William Phillips; нар. 26 січня 1979, Ноттінгем, Велика Британія) — британський журналіст, стрингер та блогер, проросійський пропагандист, колишній співробітник російських державних телеканалів «RT» та «Звезда». Частий гість російських пропагандистських телеканалів. Відомий своїми репортажами в період Євромайдана та збройної агресії Росії на сході України. Здобув дурну славу через численні пропагандистських та провокаційних репортажів спрямованих на розпалювання ненависті проти України.
У 2014 році СБУ депортувала за межі України Грема Філліпса, як співробітника російських пропагандистських каналів, оскільки його діяльність суперечила інтересам національної безпеки України, її суверенітету, територіальної цілісності і конституційного ладу. З 26 липня 2022 знаходиться під санкційним списком Великої Британії.

## Біографія
Грем Філліпс народився в Ноттінгемі 26 січня 1979 року в Ноттінгем, Велика Британія. Закінчив школу в шотландському місті Перт, після чого закінчив Університет Данді.
Працював державним службовцем в агентстві COI в Лондоні, де як один з 700 чиновників займався оглядами урядових сайтів і підготовкою доповідей для парламенту..
Як футбольний фанат вперше приїхав до України в 2010 році разом з англійською футбольною командою. Викладав англійську мову у ІТ-компанії Ciklum. На початку 2011 року ненадовго повернувся до Великої Британії, і з липня того ж року знову працював в Україні  — фрілансером, колумністом, спеціальним кореспондентом і фотографом. Публікувався у «Newsweek», «Politico Magazine», «What's on» та інших англомовних виданнях.
У 2012 році висвітлював Чемпіонат Європи з футболу 2012. На початку 2013 року знову ненадовго приїхав до Великої Британії, але згодом повернувся до України, проживав в Одесі. Завів блог, канал на Youtube і з грудня 2013 почав працювати в якості журналіста на російському телеканалі «Russia Today».
Перебуваючи в Одесі, спостерігав за розвитком Євромайдану в Києві. Зайняв антимайданівську позицію. На початку березня 2014 року вирушив до Криму і спостерігав за розвитком подій там, і за ходом нелегітимного референдуму про його статус. Після цього повернувся ненадовго до Одеси, після чого вирушив в зону АТО, де висвітлював події війни з позиції ДНР та ЛНР. Неодноразово знімав провокативні та пропагандистські репортажі. У липні 2014 року Служба безпеки України заборонила Філліпсу в'їзд в Україну.
Однак він проник на окуповані проросійськими бойовиками території і став співпрацювати з ними, наприклад, брав участь у допитах українських військових.

### Висвітлювання російсько-української війни
Висвітлював протести на Південному Сході України (2014). У своїх репортажах висловлював критичну позицію щодо подій Євромайдану і зміною влади, що послідувала за ними в Україні, зокрема неодноразово заявляв про власну віру в те, що цієї держави більше не існує. У репортажах неодноразово називав українську сторону «фашистами» та «київською хунтою», що збігалося з тезами офіційних російських ЗМІ.На Донбасі його називають «наш Гриша». Веде репортажі та бере інтерв'ю англійською та російською мовами, при цьому російською розмовляє погано. Працює без оператора, веде зйомку самостійно. Часто співпрацює з американським стрингером Патріком Ланкастер.
На адресу Філліпса надходили погрози від проукраїнських інтернет-користувачів, які хотіли заробити 10 000 $, передавши його керівнику Дніпропетровської обласної державної адміністрації Ігорю Коломойському.
У травні 2014 року Грем Філліпс вів репортажі з району бойових дій у Слов'янську, Маріуполі та інших містах Донецької області. 20 травня був затриманий на українському блокпосту під час спроби виїхати з Маріуполя до Слов'янська. За інформацією ЗМІ, українські силовики інкримінували йому шпигунство на користь сил донецьких повстанців, або Російської Федерації. Затримання журналіста російські державні ЗМІ пов'язували з кампанією, що почалася в Україні з пошуку «російських повстанців». Однак за два дні його відпустили. Відразу після свого звільнення 22 травня Грем Філліпс вирушив на Майдан знімати інтерв'ю з активістами з «Правого сектора».
У липні 2014 року повернувся до зони бойових дій на сході України для продовження репортажів. Увечері 22 липня він із групою з трьох інших журналістів вирішив оглянути аеропорт Донецька. Філіпс і кореспондент агентства ANNA News вирушили до аеропорту, де були затримані українськими військовими. 25 липня СБУ повідомила про рішення депортувати його з країни «із забороною в'їзду на її територію терміном на три роки на користь забезпечення державної безпеки, суверенітету та територіальної цілісності». Було зламано всі його облікові записи в соціальних мережах і видалено велику кількість репортажів та інтерв'ю на його каналі на Youtube, що, за припущенням журналіста, було зроблено СБУ.
Після депортації з України до Польщі керівництво телеканалу RT з міркувань безпеки заборонило Грему повертатися в Україну. Переїхав до Росії і деякий час працював у Ростові. Проте вже 14 серпня він знову подався в Україну. Знімав відеорепортажі про обстановку в Луганську та його околицях під час «серпневої блокади». До березня 2015 року співпрацював із телеканалом «Звезда».
24 листопада, висвітлюючи події з боку повстанців у районі селища Піски, Грем Філліпс був поранений у спину уламком міни, що пробив бронежилет, та госпіталізований. У лютому 2015 року знімав серію репортажів під час Дебальцевської операції. Займався висвітленням повернення Донбасу до мирного життя, з червня 2015 року збирав і розподіляв гуманітарну допомогу в найбільш постраждалих районах.
7 вересня 2016 року під час визволення з полону ЛНР українського військовослужбовця Володимира Жемчугова Грем Філіпс ображав його (йменував «зомбі», запитував: «Хто тебе зомбував?» та «Кому ти тепер потрібен, безрукий?») та українських журналістів. У ході обміну британець був з боку ЛНР і надаючи допомогу його представникам, саме відео було викладено Філліпсом у відеоблозі на YouTube. Представниця ОБСЄ з питань ЗМІ Дуня Міятович назвала поведінку Філіпса ганебним вчинком і не журналістикою.

### Численні провокації
16 березня 2016 в Ризі під час ходьби в День пам'яті латвійських легіонерів, Грем Філліпс був затриманий поліцією. За інформацією латвійського агентства новин «Delfi», озброєний трьома відеокамерами журналіст Філіпс провокував учасників ходи: спочатку він спробував очолити колону учасників, а потім почав ображати присутніх, називаючи їх фашистами і закликаючи «одуматися». У ніч на 17 березня Філліпс був депортований у згоду його прийняти Росію і включений Міністерством Внутрішніх Справ Латвії в «чорний список», за яким отримав заборону на в'їзд у країну на три роки.
2 серпня 2016 року Філліпс та німецький журналіст Біллі Сікс увірвалися до приміщення редакції берлінського видання Correctiv. Вони вимагали зустрічі з журналістом Маркусом Бенсманном, який розслідував обставини катастрофи «Боїнга» МН17 на сході України в 2014 році. Згідно з виданням, гості кричали «брехлива преса!» (нім. Lügenpresse!) і «Чому ви брешете?», вели відеозапис і відмовлялися йти. Після виведення із приміщення вони продовжили запис, використовуючи телескопічні штативи, через що співробітники редакції викликали поліцію.
На початку серпня 2018 року вдерся на територію грузинського посольства, коли там проходила виставка, присвячена подіям російсько-грузинського конфлікту 2008 року. Назвав виставку «такою, що виправдовує фашизм». Філіпс увірвався на виставку про серпневу війну 2008 року в Південній Осетії і почав вигукувати антигрузинські й антинатовські гасла, заявили в грузинському МЗС. Пізніше британська поліція затримала блогера в будівлі посольства Грузії в Лондоні.
Під час обміну, коли українця Володимира Жемчугова звільнили з полону бойовиків, назвав його «зомбі». Після оприлюднення відео посольство України закликало британську владу розслідувати дії Філіпса та покарати його за антиукраїнську пропаганду.
В червні 2016 перед футбольним матчем збірних України та Німеччини, Грем Філліпс намагався спровокувати українських футболістів питанням про «карателів», які вбивають жителів на території Донбасі. Більшість українців на питання пропагандиста реагували стримано, відповідаючи йому піснею про Путіна та викриваючи брехню пропагандиста. Сам ж Філліпс відповідей не чув, постійно перебиваючи українців.
В жовтні 2018, скандально відомий пропагандист поглумився над могилою Степана Бандери в Мюнхені, Німеччини на річницю його смерті. Все почалось з того, що Філліпс почав знімати та обзивати нецензурною лайкою чоловіків, які прийшли вшановувати Бандеру, вивішувати прапори України та УПА. Він почав їх переслідувати, а потім сам підійшов до могили Бандери та почав все знімати на камеру. Пропагандист зняв з могили всі прапори та квіти, потоптався по могилі та причепив надпис «Тут похований український нацист Степан Бандера» (англ. «Ukrainian Nazi Stephan Bandera buried here»). Усі свої дії чоловік зняв на камеру та виклав в інтернет. Через день німецька поліція відкрила проти журналіста кримінальне провадження за фактом вандалізму.
На початку листопада 2018, журналіст намагався спровокувати на бійку посла України в Австрії Олександра Щербу, про це дипломат повідомив на своїй сторінці в Facebook:
| "Ну що, щойно істота на ім’я Грем Філіпс, побувала під Посольством. Стояла знімала себе на камеру під парканом. Не бачила, як я підійшов. Нещасне таке, з незастібнутими, пардон, штанами. Аж підскочило від переляку – не чекало геть. Ну а потім почалося: «Саша ти фашист. Саша ти г-дон.» Пару разів мене штовхало в груди. Професійно штовхало, хотіло на бійку спровокувати. Але що я від нього сховався - воно вже не скаже. Пробачте ті, хто радив не маратися. Воно справді гидке створіння. Але… Зрозумійте мене: хоча б хтось, хоча б раз мав вийти до нього і сказати, що воно собою являє. А являє воно собою маленьку істоту, яка живиться на ненависті, злобі і війні. Без цієї ненависті, злоби і війни воно було б ніщо. Воно і є ніщо. Я йому це передав. Від всіх нас". |
В 2022 році, під час пандемії COVID-19 був у Великій Британії, знімаючи себе на протестах проти Black Lives Matter у центрі Лондона.
Від початку російського вторгнення в Україну почав знову ретранслювати російські тези, заявляючи про управління Україною нацистами і заперечуючи причетність Росії до різанини в Бучі. На той момент аудиторія його YouTube-каналу дорівнювала 264 тисячам осіб, а відеохостинг не вимикав для нього можливість заробітку від реклами і не видаляв сам канал.
Записане ним інтерв'ю зі взятим у полон у Маріуполі британцем Ейденом Асліном викликало резонанс у Великій Британії. Діяльність Філліпса спричинили звинувачення в порушенні Женевських конвенцій про поводження з військовополоненими та причетності інтерв'юера до воєнних злочинів.
У липні 2022 року Філліпс переїхав на територію самопроголошеної Луганської народної республіки і вів репортажі з Сєвєродонецька та Лисичанська. Наприкінці липня 2022 року уряд Великої Британії запровадив санкції проти Філліпса та заморозив його активи. Філліпс став єдиним на сьогоднішній день громадянином Великої Британії, який потрапив під санкції власної країни
Філліпс залишається під санкціями і продовжує вести репортажі з Донбасу. З 2023 року він веде репортажі з Соледара.
У березні 2023 року газета The Sun надрукувала виправлення до попередньої статті про Філліпса, в якій назвала його «військовим злочинцем», який «знущався над британськими військовополоненими» і перебував «під слідством поліції». Після розслідування, проведеного Незалежною організацією зі стандартів преси (Independent Press Standards Organisation), редакція The Sun спростувала неправдиві твердження, зроблені про Філліпса.

## Санкції
Грем Філліпс брав активну участь у пропагандистській діяльності на стороні путінського режиму, виправдовував тероризм, брав участь у незаконних збройних формуваннях «ДНР», численних провокаціях під виглядом журналіста в Україні, Росії та країнах ЄС.
26 серпня 2022 року доданий до санкційного списку Великої Британії. У мене не було можливості захистити себе, мене ніхто не повідомив, проти мене немає реальних звинувачень". Філліпс негайно подав апеляцію проти своїх санкцій, назвавши їх «смішними, незаконними і небезпечними».
19 жовтня 2022 року доданий до санкційного списку України.